# Лісабонський патріархат

Лісабонський патріархат
Бразька архідіоцезія
Еворська архідіоцезія

Лісабонський патріархат (лат. Patriarchatus Ulixbonensis, Patriarchatus Lisbonensis; порт. Patriarcado de Lisboa) — архідіоцезія (патріархат) Римо-Католицької Церкви у Португалії, з центром у місті Лісабон. Одна з трьох португальських архідіоцезій. Очолюється патріархом Лісабонським. Охоплює територію округу Лісабону. Площа — 3735 км². Має в своєму підпорядкуванні суфраганні діоцезії Північної Португалії: Ангрська, Гуардська, Лейрійсько-Фатімська, Порталегрсько-Каштелу-Бранкуська, Сантаренська, Сетубалська, Фуншалська. Станом на 2015 рік поділялася на 285 парафій. Головний храм — Лісабонський собор святої Марії Сніжної. Створена у IV столітті як Лісабонська діоцезія (лат. Dioecesis Ulixbonensis; порт. Diocese de Lisboa). Знищена під час мусульманської навали. Відновлена у ХІІ столітті. Отримала статус архідіоцезії 10 листопада 1394 року, за понтифікату римського папи Боніфація IX і правління португальського короля Жуана І. 7 листопада 1716 року отримала статус патріархату. Патріарх з 2013 року — Мануел Кліменте. Інша назва — Лісабонське архієпископство (порт. Arcebispado de Lisboa).

## Голови

### Єпископи
- 1379—1383: Мартін Саморський, єпископ Сілвеський; єпископ де-факто, ставленик антипапи Климента VII.
- 1379—?: Жан де Агу; єпископ де-юре, ставленик папи Урбана VI.

### Архієпископи
- 1523—1540: Афонсу, син португальського короля Мануела І; кардинал, єпископ Візеуський (до 1523).

### Патріархи
- 10 травня 1971 — 24 березня 1998: Антоніу Рібейру